# Geolyces polyglossa
Geolyces polyglossa är en fjärilsart som beskrevs av Louis Beethoven Prout. Geolyces polyglossa ingår i släktet Geolyces och familjen mätare. Inga underarter finns listade i Catalogue of Life.